# Марія Барбара Бах
Марія Барбара Бах (30 жовтня 1684 — 7 липня 1720) — перша дружина композитора Йоганна Себастьяна Баха, дочка двоюрідного брата його батька Йоганна Міхаеля Баха.

## Життєпис
Марія Барбара Бах народилася в Герені, Шварцбург-Зондерсгаузен, в сім'ї Катерини (пом. 1704) і Міхаеля Баха (1648–1694). Її батько був органістом і міським писарем у Герені. Її старша сестра, Барбара Катерина, давала свідчення від імені Баха у відомому інциденті «Геєрсбах». Тоді студент вдарив по обличчю Баха і той для захисту витягнув меч. Її хрещеними батьками були Мартін Фельдгаус, купець і бургомістр в Арнштадті, і Магарете Ведерманн (дочка арнштадтського міського писаря Йоганна Ведемана), з якими вона жила після смерті матері в 1704 році.
Марії Барбарі було двадцять три роки, коли вона вийшла заміж за Йоганна Себастьяна Баха. Розширена сім'я Бахів була тісно пов'язана, і оскільки Марія Барбара була його троюрідною сестрою, можна з упевненістю припустити, що вони знали один одного хоча б випадково з дитинства. Вони зблизилися під час перебування Баха на посаді органіста церкви св. Влазія Мюльгаузена і змогли одружитися в Дорнгаймі 17 жовтня 1707 року завдяки спадку в 50 гульденів (більше половини його річної зарплати), які він отримав від своєї матері від дядька Тобіаса Леммергірта. Про її життя чи їхній шлюб відомо мало, за винятком того, що вони були задоволені одне одним.
Згідно з «Некрологом», створеним у співавторстві Карлом Філіппом Емануелем та студентом Баха Йоганном Фрідріхом Агріколою, смерть Марії Барбари в 1720 році була раптовою і несподіваною. Коли вона померла, Бах був на курорті у Карлових Варах, супроводжуючи свого роботодавця, принца Леопольда Ангальт-Кетенського. Коли Бах вирушив у подорож, Марія Барбара була цілком здорова; але коли він повернувся через два місяці, він був шокований, дізнавшись, що вона померла і була похована 7 липня. Причина її смерті не підтверджена. Професор Гельга Тхоне запропонувала, щоб знаменита партита Баха для скрипки № 2 (особливо остання частина «Чаконна») була написана як туга для Марії Барбари, однак ці твердження є суперечливими.
Йоганн і Марія Барбара мали семеро дітей, троє з яких померли в дитинстві:
- Катарина Доротея (28 грудня 1708 — 14 січня 1774).
- Вільгельм Фрідеман (22 листопада 1710 – 1 липня 1784).
- Йоганн Крістоф (23 лютого 1713 – 23 лютого 1713).
- Марія Софія (23 лютого 1713 — 15 березня 1713), близнючка Йоганна Крістофа.
- Карл Філіп Емануель (8 березня 1714 — 14 грудня 1788).
- Йоганн Готфрід Бернгард (11 травня 1715 — 27 травня 1739).
- Леопольд Август (15 листопада 1718 – 29 вересня 1719).

Через 17 місяців після смерті Марії Барбари другою дружиною Йоганна стала Анна Магдалена Вільке. Разом із Йоганном Себастьяном Бахом вона виховувала своїх пасинків і власних дітей.